# Sporobolus indicus
Sporobolus indicus é uma espécie de planta com flor pertencente à família Poaceae. 
A autoridade científica da espécie é (L.) R.Br., tendo sido publicada em Prodromus Florae Novae Hollandiae 170. 1810.

## Portugal
Trata-se de uma espécie presente no território português, nomeadamente em Portugal Continental e no Arquipélago dos Açores.
Em termos de naturalidade é introduzida nas duas regiões atrás indicadas.

## Protecção
Não se encontra protegida por legislação portuguesa ou da Comunidade Europeia.